# Ондрези
Ондрези (фр. Andrésy) насеље је и општина у Француској у региону Париски регион, у департману Ивлен која припада префектури Сен Жермен ан Ле.
По подацима из 2011. године у општини је живело 11.980 становника, а густина насељености је износила 1806,8 становника/km². Општина се простире на површини од 6,91 km². Налази се на средњој надморској висини од 30 метара (максималној 168 m, а минималној 17 m).

## Демографија
| 1962. | 1968. | 1975. | 1982.  | 1990.  | 1999.  | 2011.  |
| ----- | ----- | ----- | ------ | ------ | ------ | ------ |
| 4.189 | 4.876 | 8 927 | 11 185 | 12.548 | 12.485 | 11.980 |

График промене броја становника у току последњих година